# ミクロス・パールス
ミクロス・パールス（Miklos Perlus、1977年3月23日 - ）は、カナダの俳優、声優、脚本家。

## 出演作品
- カットと犬
- サイドキック - エリック・ニードルズ
- サイバーチェイス - ジュール